# Spel Erik
Erik Eriksson, kallad Spel Erik, född 15 februari 1804 i Fränsta, död 25 januari 1881, var en svensk spelman på fiol från Medelpad.
Spel Erik i Viken utgjorde tillsammans med Spel Gulle och Spel Jöns de s.k. ”tre Spelen” – ett samlingsnamn på de tre största spelmännen i Medelpad under första delen av 1800-talet. Dessa tre har lämnat efter sig en stor repertoar av låtar till senare spelmän och har på så sätt varit viktiga för den medelpadska folkmusiken. I Svenska låtar (1928) beskrivs de tre Spelen som musikaliskt motsvarande Lapp-Nils i Jämtland, och att deras melodier karakteriseras av ”melodisk fägring” och ”originell karaktär”.
Spel Erik föddes i Fränsta i Torps socken, men familjen flyttade sedermera till Viken i slutet av 1819 eller början av 1820. Hans far var Erik Hansson (f. 1779) bonde i Fränsta, och hans mor var Kjerstin Ericksdotter och han hade två bröder. 1826 gifte han sig med pigan Gertrud Pehrsdotter, och de flyttade sedermera med sina barn till Naggen 1848. 1850 avled Gertrud och familjen hade då fem barn i livet.
Fem låtar av Spel Jöns framförda av Anton Högerberg, Gösta Smedberg, Göran Sjölén och Sven Englund finns utgivna på CD-utgåvan av skivan Spelmanslåtar från Medelpad (2001) i serien Sonet Folk Series.

## Upptecknade låtar
På sin resa till Medelpad 1957 upptecknade Matts Arnberg fyra låtar efter Spel Erik, framförda av Paulus ”Myrås-Pålle” Almgren och Anton Högerberg.
- Myrås-Pålle framför Slängpolska efter Spel Erik (1 min 26 s).
- Anton Högerberg framför Gökpolska efter Spel Erik (SvL 44) (3 min 8 s).
- Anton Högerberg framför Polska efter Spel Erik (SvL 33) (2 min 52 s).
- Anton Högerberg framför Vals efter Spel Erik (SvL 14) (2 min 26 s).